# Ryuji Sueoka
Ryuji Sueoka (født 2. maj 1979) er en tidligere japansk fodboldspiller.
Han har spillet for flere forskellige klubber i sin karriere, herunder Albirex Niigata.